# Tecticornia halocnemoides
Tecticornia halocnemoides är en amarantväxtart som först beskrevs av Christian Gottfried Daniel Nees von Esenbeck, och fick sitt nu gällande namn av K. A. Sheph. och Paul G. Wilson. Tecticornia halocnemoides ingår i släktet Tecticornia och familjen amarantväxter. Inga underarter finns listade i Catalogue of Life.